# زلزال سانريكو 1933
زلزال سانريكو 1933 هو زلزالٌ وقعَ في سانريكو ‏ في اليابان بتاريخ 2 مارس 1933.